# Gioux
Gioux ist eine Gemeinde im Zentralmassiv in Frankreich. Sie gehört zur Region Nouvelle-Aquitaine, zum Département Creuse, zum Arrondissement Aubusson und zum Kanton Felletin. 

## Lage
Die Gemeinde wird vom Flüsschen Gioune durchquert, an der nordwestlichen Gemeindegrenze verläuft der Gourbillon. Beide entwässern zur Creuse. Gioux grenzt im Norden an Saint-Quentin-la-Chabanne, im Nordosten an Croze, im Südosten an Clairavaux, im Süden an Féniers, im Südwesten an Gentioux-Pigerolles und im Nordwesten an La Nouaille und ist ein Mitglied des Regionalen Naturparks Millevaches en Limousin.

## Bevölkerungsentwicklung
| Jahr      | 1962 | 1968 | 1975 | 1982 | 1990 | 1999 | 2008 | 2013 |
| --------- | ---- | ---- | ---- | ---- | ---- | ---- | ---- | ---- |
| Einwohner | 317  | 313  | 233  | 210  | 214  | 198  | 173  | 178  |

## Sehenswürdigkeiten
- Kirche Saint-Pierre-et-Saint-Paul, Monument historique
- Villa gallo-romaine de Maisonnières, Überreste einer galloromanischen Villa, ebenfalls ein Monument historique

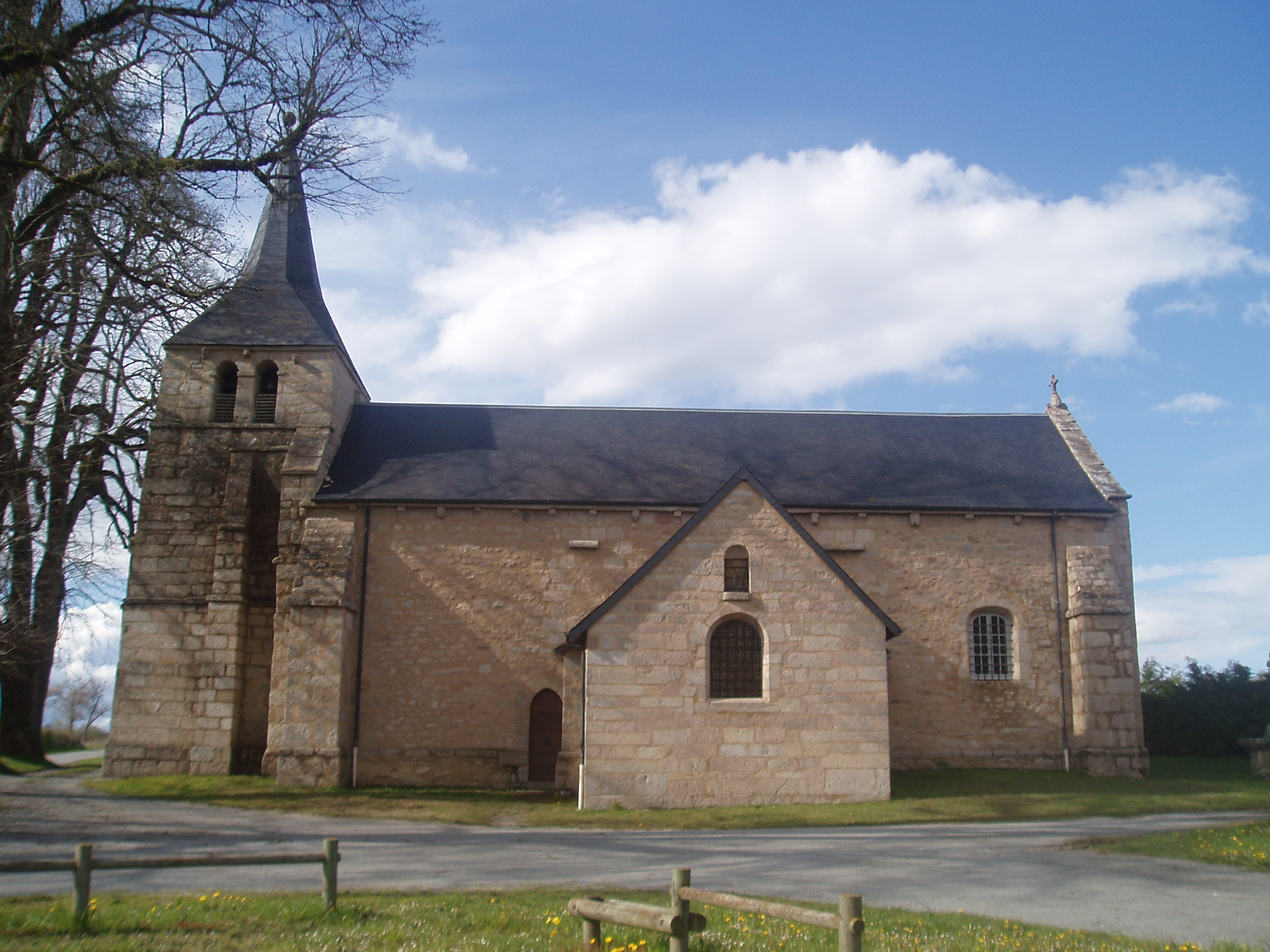
Kirche Saint-Pierre-et-Saint-Paul
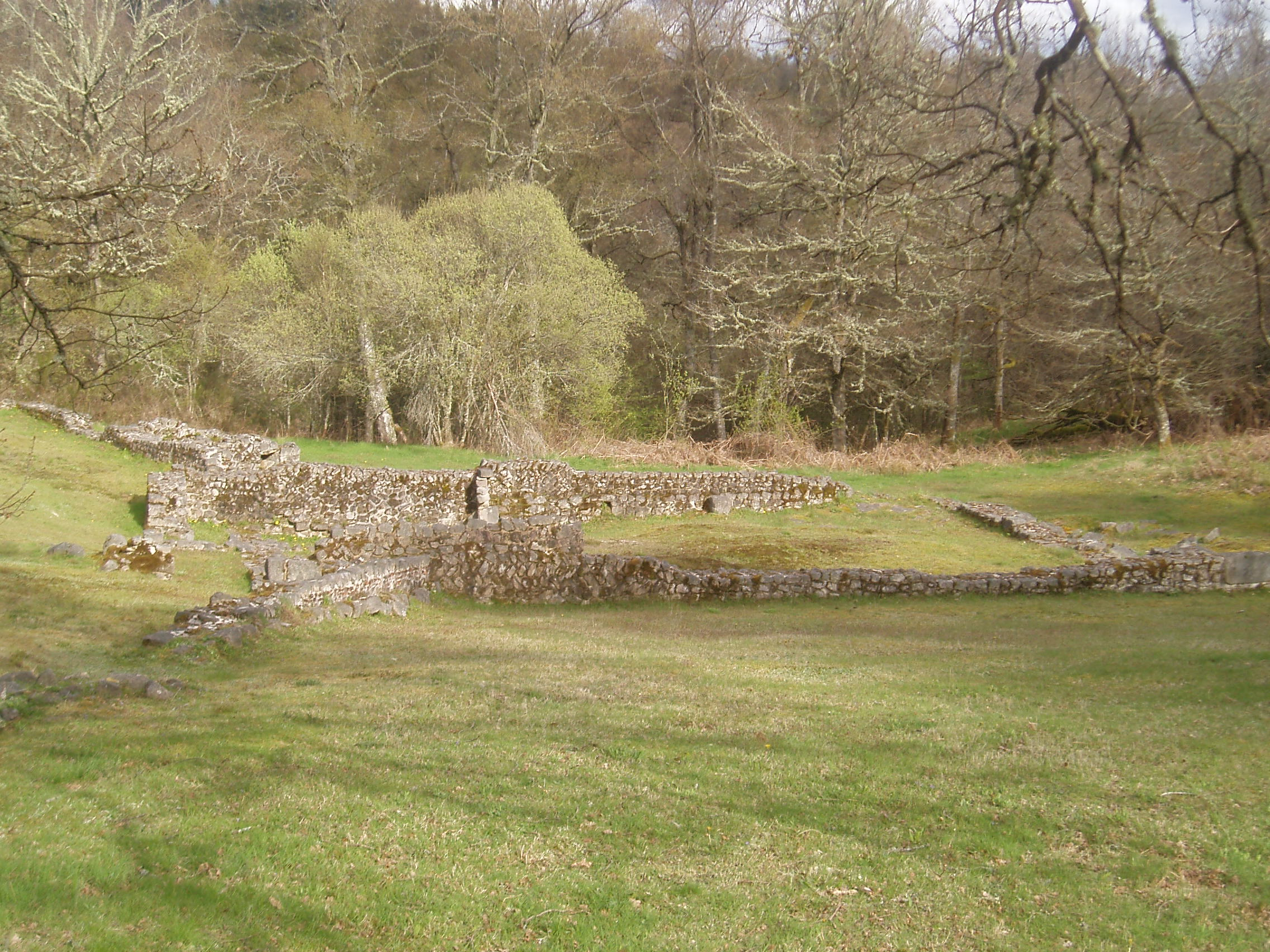
Villa gallo-romaine de Maisonnières